# Fluss der neun Windungen
Der 9,5 km lange Fluss der neun Windungen (chinesisch 九曲溪, Pinyin Jiǔqū Xī) ist ein Touristenziel der Stadt Wuyishan im Verwaltungsgebiet der bezirksfreien Stadt Nanping der chinesischen Provinz Fujian. 
Er ist ein Nebenfluss des Chongyang Xi (崇阳溪).

## Sehenswürdigkeiten
1. Windung: Hier erhebt sich der 400 Meter hohe Große Königsgipfel (大王峰 Dàwángfēng). Zu seinen vier Seiten fallen die Felswände steil ab
2. Windung: Man sieht den Jademädchengipfel (玉女峰 Yùnǚfēng), der berühmteste Berg des Wuyi-Gebirges.
3. Windung: Am westlichen Ufer der Schlucht erhebt sich eine Felswand, der Xiaocang-Gipfel. Hoch oben hängen ausgehöhlte Stämme, in die man die Toten und einige Beigaben legte.
4. Windung: Zwischen der 4. und der 5. Windung ist das Wasser sehr ruhig und zum Schwimmen geeignet.
5. Windung: In einem Bambus- und Laubwald stand das Haus des Zhu Xi, in dem er Vorlesungen über Philosophie hielt.
6. Windung: Sie ist die kürzeste, zeigt jedoch den Gipfel Tianyou-Gipfel. Dieser Gipfel bildet den Mittelpunkt der neun Windungen.
7. Windung: Der Weg führt vorbei am Sanyang Feng mit seinen drei Gipfeln, dem höchsten Berg des Wuyi-Gebirges.
8. Windung: Hier ist die Strömung sehr stark. Viele Felsen sind nach Tieren benannt: Löwenfelsen, Schildkrötenfelsen, Elefantenrüsselfelsen usw.
9. Windung: Der Weg führt am Vorhangsfelsen vorbei und man erreicht das Ende der Schlucht.